# São Vicente (Madera)
São Vicente – miasto i gmina (port. concelho) w Portugalii (Madera). Według danych spisowych na rok 2011 gmina liczyła 5723 mieszkańców. Prawa miejskie otrzymało w 1744.

## Sołectwa gminy São Vicente
Ludność 3 sołectw wg stanu na 2011 r.
- Boa Ventura – 1221 osób
- Ponta Delgada – 1363 osoby
- São Vicente – 3139 osób